# Vitaly Lunkin
Vitaly Lunkin, né à Moscou est un joueur de poker professionnel.
À l'origine, Vitaly Lunkin est un joueur de backgammon et un champion de renju. 
En 2003, ses amis lui font découvrir le poker.
En 2006, il commence à jouer les WSOP et termine dans les joueurs payés au Main Event.
En 2008, il remporte son premier bracelet dans un 1 500 $ WSOP No Limit Hold'em et gagne 629 417 $.
En 2009, il finit premier du 40 000 $ WSOP No Limit Hold'em 40th Anniversary Event et empoche 1 891 018 $.
La même année, il termine 2e du 10 000 $ World Championship Pot Limit Omaha pour 419 832 $, et 4e du 50 000 $ World Championship H.O.R.S.E. pour 368 812 $.
Vitaly Lunkin a gagné plus de 3 900 000 $ en tournois.